# Ngày lễ báo chí
Ngày lễ báo chí (新聞休刊日 Shimbun kyuukanbi) hay ngày nghỉ báo chí (休刊日 kyuukanbi) là ngày nghỉ lễ hàng tháng ở Nhật Bản dành cho công ty chuyển phát báo và tòa soạn. Ngày này được giới thiệu vào năm 1956 trong hai tháng mỗi năm, và dần dần kéo dài xuyên suốt nhiều thập kỷ cho đến năm 1991, khi nhiều tờ báo bắt đầu có một ngày nghỉ mỗi tháng. Chúng thường rơi vào Thứ Hai hoặc vào Thứ Ba nếu Thứ Hai là ngày lễ quốc gia.
Không giống như các nhật báo thông thường, một số nhật báo thể thao tiếp tục xuất bản vào ngày lễ báo chí.
Năm 2015, ngày lễ báo chí ở nước này thường là ngày 2 tháng 1, ngày 9 tháng 2, ngày 15 tháng 4, ngày 7 tháng 5, ngày 15 tháng 6, ngày 13 tháng 7, ngày 17 tháng 8, ngày 14 tháng 9, ngày 13 tháng 10, ngày 9 tháng 11 và ngày 14 tháng 12.